# Tifernum Tibierinum
Tifernum Tibierinum és el nom antic de la ciutat italiana de Città di Castello, a la vall alta del Tiber, a uns 30 km a l'est d'Arezzo. La ciutat feia frontera entre l'Úmbria, on s'incloïa, i Etrúria.
La ciutat es coneix sobretot per les epístoles de Plini el Jove, que tenia la seva vil·la pels voltants. Tifernum va demanar a Plini el Jove que fos el seu patró, i Plini, per aquest honor, els havia construït un temple, que després va adornar amb estàtues dels diversos emperadors. En una de les seves cartes demana permís per afegir la de Trajà.
Com que se sap que la vil·la de Plini el Jove era a Etrúria, forçosament la ciutat, que era a l'Úmbria, havia de fer frontera. La localització d'aquesta vil·la no es coneix amb precisió, però se suposa que no era a tocar de Tifernum, sinó a unes deu milles.